# Quận Charles City, Virginia
Quận  là một quận thuộc tiểu bang Virginia, Hoa Kỳ.
Quận này được đặt tên theo. Theo điều tra dân số của Cục điều tra dân số Hoa Kỳ năm 2000, quận có dân số 6926 người. Quận lỵ đóng ở Charles City.6.

## Địa lý
Theo Cục điều tra dân số Hoa Kỳ, quận có diện tích 204 dặm vuông Anh (528,4 km2), trong đó có 21 dặm vuông Anh (54,4 km2) là diện tích mặt nước.

### Quận giáp ranh
- Quận New Kent - bắc
- Quận James City - đông
- Quận Surry - đông nam
- Quận Prince George - nam
- Quận Chesterfield - tây nam
- Quận Henrico - tây